# 宮城県自転車競技場
宮城県自転車競技場（みやぎけん じてんしゃきょうぎじょう）は、宮城県黒川郡大和町に所在する自転車競技場である。施設の管理は大和町が行なっている。
2001年（平成13年）の新世紀・みやぎ国体開催のため、1999年（平成11年）5月に大和町の総合運動公園内に開場。過去に全日本自転車競技選手権大会を5度（2002年、2004年、2007年、2010年、2017年）開催している。周長は333.3m。
かつては仙台市にも宮城自転車競技場があったことから、以前は競輪選手よりも高校生等のアマチュア選手の練習地として使用されるケースが大半であった。